# Servanches
Servanches est une commune française située dans le département de la Dordogne, en région Nouvelle-Aquitaine.

## Géographie
Servanches, située au cœur de la forêt de la Double, est parsemée de nombreux étangs et baignée par la Duche.

### Communes limitrophes
Servanches est limitrophe de six autres communes.
|                         | Saint Aulaye-Puymangou         | Saint-Vincent-Jalmoutiers |
| La Roche-Chalais        | Servanches                     | Échourgnac                |
| Eygurande-et-Gardedeuil | Saint-Barthélemy-de-Bellegarde |                           |

### Géologie et relief

#### Géologie
Situé sur la plaque nord du Bassin aquitain et bordé à son extrémité nord-est par une frange du Massif central, le département de la Dordogne présente une grande diversité géologique. Les terrains sont disposés en profondeur en strates régulières, témoins d'une sédimentation sur cette ancienne plate-forme marine. Le département peut ainsi être découpé sur le plan géologique en quatre gradins différenciés selon leur âge géologique. Servanches est située dans le quatrième gradin à partir du nord-est, un plateau formé de dépôts siliceux-gréseux et de calcaires lacustres de l'ère tertiaire.
Les couches affleurantes sur le territoire communal sont constituées de formations superficielles du Quaternaire et de roches sédimentaires datant du Cénozoïque. La formation la plus ancienne, notée e4b(1), est la formation de Guizengeard inférieur (Yprésien supérieur continental). La formation la plus récente, notée CFvs, fait partie des formations superficielles de type colluvions carbonatées de vallons secs : sable limoneux à débris calcaires et argile sableuse à débris. Le descriptif de ces couches est détaillé dans  la feuille « no 781 - Montpon-Ménestérol » de la carte géologique au 1/50 000 de la France métropolitaine, et sa notice associée.

Carte géologique de Servanches.

#### Relief et paysages

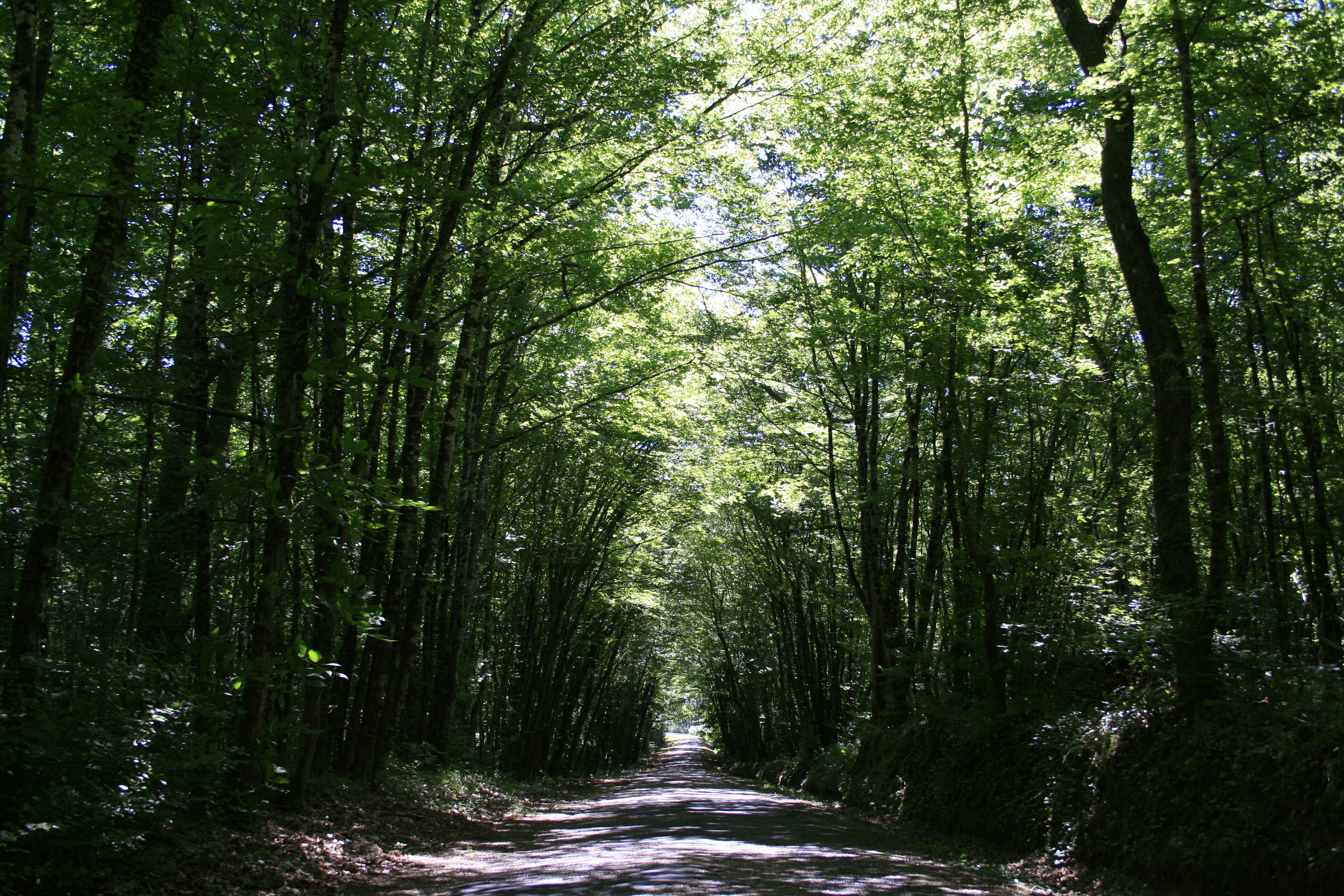
La route des Doublauds, en forêt de la Double.

Le département de la Dordogne se présente comme un vaste plateau incliné du nord-est (491 m, à la forêt de Vieillecour dans le Nontronnais, à Saint-Pierre-de-Frugie) au sud-ouest (2 m à Lamothe-Montravel). L'altitude du territoire communal varie quant à elle entre 55 mètres et 130 mètres,.
Dans le cadre de la Convention européenne du paysage entrée en vigueur en France le 1er juillet 2006, renforcée par la loi du 8 août 2016 pour la reconquête de la biodiversité, de la nature et des paysages, un atlas des paysages de la Dordogne a été élaboré sous maîtrise d’ouvrage de l’État et publié en octobre 2020. Les paysages du département s'organisent en huit unités paysagères,. La commune fait partie de la Double, au sein de l'unité de paysage « La Double et le Landais », deux plateaux ondulés, dont la pente générale descend de l'est vers l'ouest. À l'est, les altitudes atteignent ainsi les 200 m pour les plus élevées (233 m au sud de Tocane-Saint-Apre). Vers l'ouest, le relief s’adoucit et les altitudes maximales culminent autour des 100 mètres. Les paysages sont forestiers aux horizons limités, avec peu de repères, ponctués de clairières agricoles habitées.
La superficie cadastrale de la commune publiée par l'Insee, qui sert de référence dans toutes les statistiques, est de 20,56 km2,,. La superficie géographique, issue de la BD Topo, composante du Référentiel à grande échelle produit par l'IGN, est quant à elle de 20,62 km2.

### Hydrographie

#### Réseau hydrographique
La commune est située dans le bassin de la Dordogne au sein du Bassin Adour-Garonne. Elle est drainée par la Duche, la Petite Duche, le Moudelou, la Cordogne et par divers petits cours d'eau, qui constituent un réseau hydrographique de 25 km de longueur totale,.
La Duche, d'une longueur totale de 24,59 km, prend sa source dans la commune d'Échourgnac et se jette dans l'Isleen rive droite,  en limite de Montpon-Ménestérol et du Pizou, face à Ménesplet,. Elle borde la commune à l'est sur cinq kilomètres, face à Échourgnac et Saint-Barthélemy-de-Bellegarde.
La Petite Duche, d'une longueur totale de 16,48 km, prend sa source dans le nord-ouest de la commune, à une cinquantaine de mètres du territoire de Saint Aulaye-Puymangou, et se jette dans la Duche en rive droite, en limite de Montpon-Ménestérol et d'Eygurande-et-Gardedeuil,. Elle arrose l'ouest de la commune sur plus de cinq kilomètres dont plus d'un kilomètre en limite d'Eygurande-et-Gardedeuil.
Le Moudelou, affluent de rive gauche de la Rizonne, prend sa source dans le nord-ouest du territoire communal qu'il borde sur plus de deux kilomètres et demi, face à Saint Aulaye-Puymangou.
Autre affluent de rive gauche de la Rizonne, la Cordogne prend sa source dans l'extrême nord-est de la commune qu'elle arrose sur environ 300 mètres dont la moitié en limite de Saint-Vincent-Jalmoutiers.

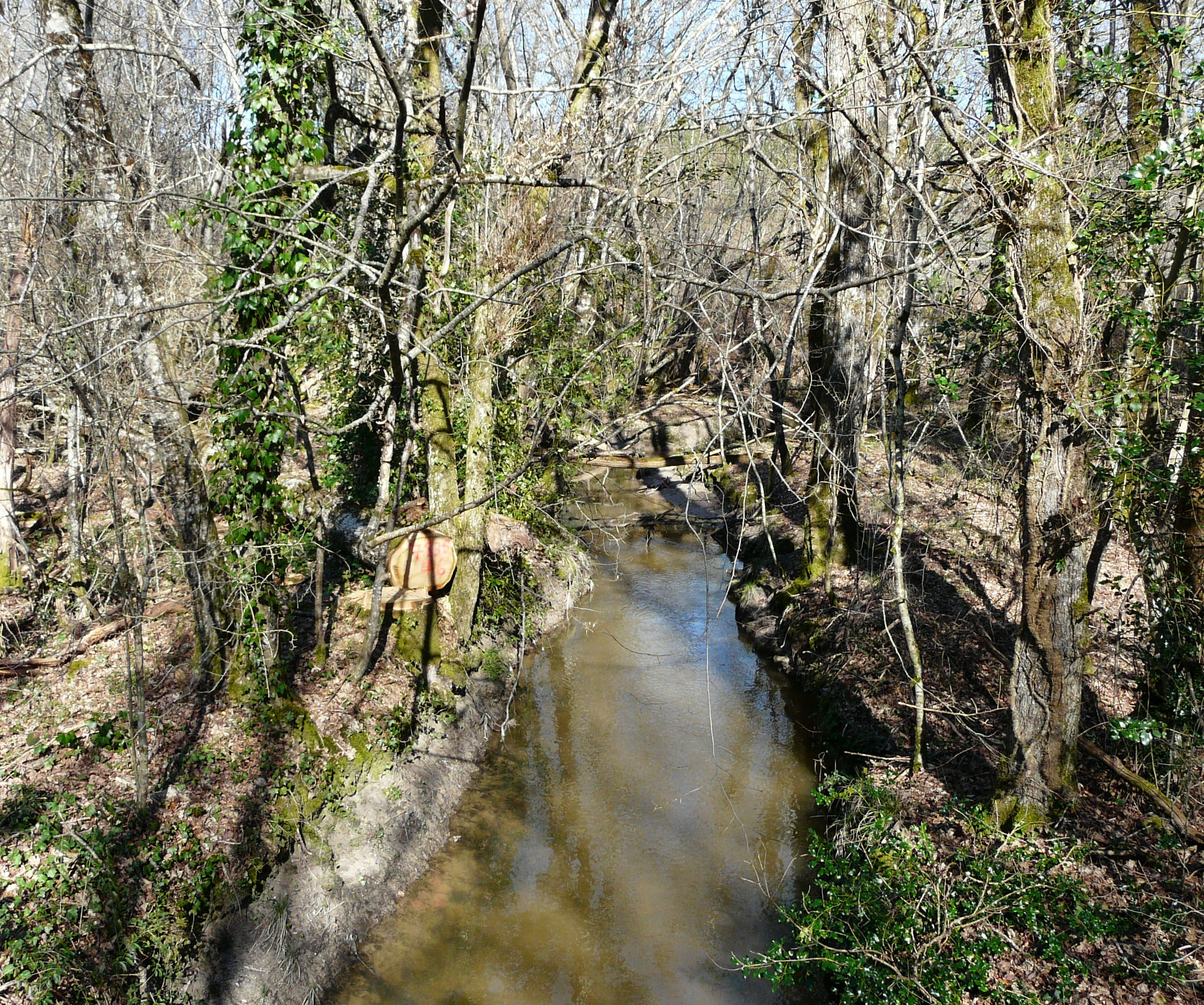
La Duche au pont de la RD 41, en limite de Servanches (à gauche) et d'Échourgnac.
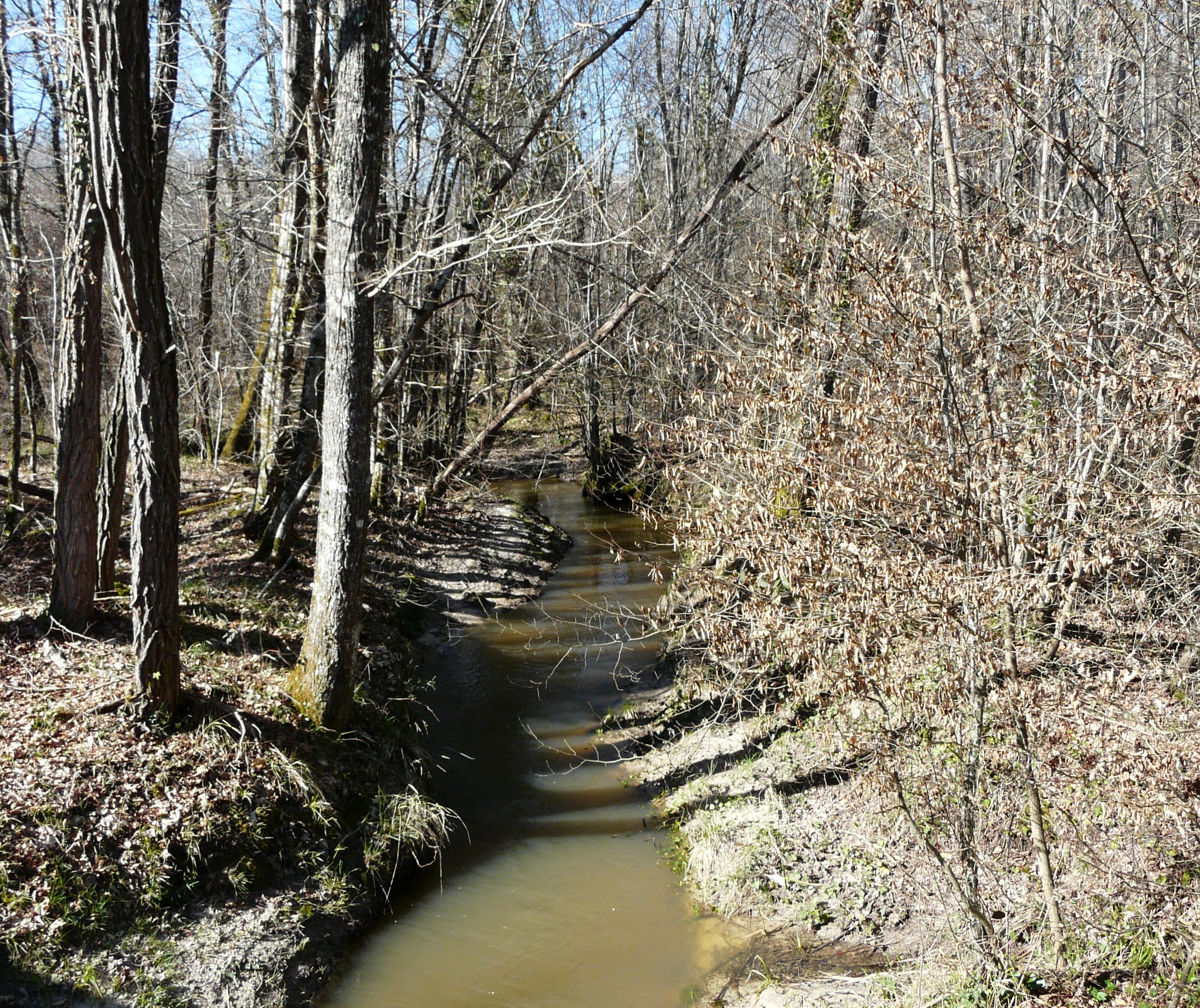
La Petite Duche au pont de la RD 41, en limite d'Eygurande-et-Gardedeuil (à gauche) et de Servanches.
Réseaux hydrographique et routier de Servanches.

#### Gestion et qualité des eaux
Le territoire communal est couvert par le schéma d'aménagement et de gestion des eaux (SAGE) « Isle - Dronne ». Ce document de planification, dont le territoire regroupe les bassins versants de l'Isle et de la Dronne, d'une superficie de 7 500 km2, a été approuvé le 2 août 2021. La structure porteuse de l'élaboration et de la mise en œuvre est l'établissement public territorial de bassin de la Dordogne (EPIDOR). Il définit sur son territoire les objectifs généraux d’utilisation, de mise en valeur et de protection quantitative et qualitative des ressources en eau superficielle et souterraine, en respect des objectifs de qualité définis dans le troisième SDAGE  du Bassin Adour-Garonne qui couvre la période 2022-2027, approuvé le 10 mars 2022.
La qualité des eaux de baignade et des cours d’eau peut être consultée sur un site dédié géré par les agences de l’eau et l’Agence française pour la biodiversité.

### Climat
Pour des articles plus généraux, voir Climat de la Nouvelle-Aquitaine et Climat de la Dordogne.
Historiquement, la commune est exposée à un climat océanique aquitain.  
En 2020, Météo-France publie une typologie des climats de la France métropolitaine dans laquelle la commune est exposée à un climat océanique et est dans la région climatique  Aquitaine, Gascogne, caractérisée par une pluviométrie abondante au printemps, modérée en automne, un faible ensoleillement au printemps, un été chaud (19,5 °C), des vents faibles, des brouillards fréquents en automne et en hiver et des orages fréquents en été (15 à 20 jours).
Pour la période 1971-2000, la température annuelle moyenne est de 12,7 °C, avec  une amplitude thermique annuelle de 14,9 °C. Le cumul annuel moyen de précipitations est de 896 mm, avec 11,9 jours de précipitations en janvier et 6,7 jours en juillet. Pour la période 1991-2020, la température moyenne annuelle observée sur la station météorologique la plus proche, située sur la commune de Saint Aulaye-Puymangou à 7 km à vol d'oiseau, est de 13,0 °C et le cumul annuel moyen de précipitations est de 854,8 mm,. Pour l'avenir, les paramètres climatiques de la commune estimés pour 2050 selon différents scénarios d’émission de gaz à effet de serre sont consultables sur un site dédié publié par Météo-France en novembre 2022.

## Urbanisme

### Typologie
Au 1er janvier 2024, Servanches est catégorisée commune rurale à habitat très dispersé, selon la nouvelle grille communale de densité à 7 niveaux définie par l'Insee en 2022.
Elle est située hors unité urbaine et hors attraction des villes,.

### Occupation des sols
L'occupation des sols de la commune, telle qu'elle ressort de la base de données européenne d’occupation biophysique des sols Corine Land Cover (CLC), est marquée par l'importance des forêts et milieux semi-naturels (76,4 % en 2018), une proportion sensiblement équivalente à celle de 1990 (76,5 %). La répartition détaillée en 2018 est la suivante : 
forêts (74,5 %), prairies (12,7 %), zones agricoles hétérogènes (6,3 %), terres arables (3,3 %), milieux à végétation arbustive et/ou herbacée (1,9 %), espaces verts artificialisés, non agricoles (1,2 %), eaux continentales (0,1 %). L'évolution de l’occupation des sols de la commune et de ses infrastructures peut être observée sur les différentes représentations cartographiques du territoire : la carte de Cassini (XVIIIe siècle), la carte d'état-major (1820-1866) et les cartes ou photos aériennes de l'IGN pour la période actuelle (1950 à aujourd'hui).

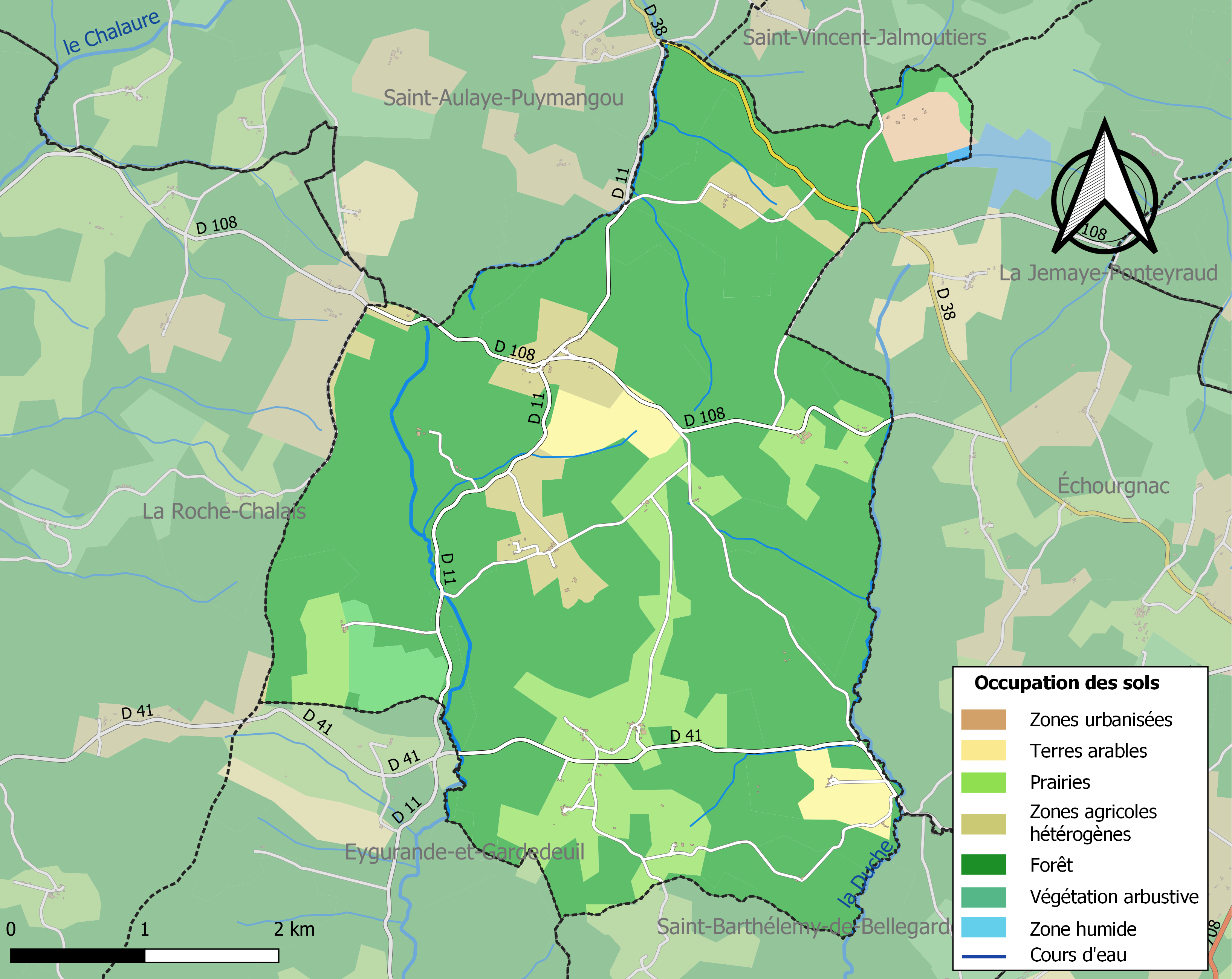
Carte des infrastructures et de l'occupation des sols de la commune en 2018 (CLC).

### Prévention des risques
Le territoire de la commune de Servanches est vulnérable à différents aléas naturels : météorologiques (tempête, orage, neige, grand froid, canicule ou sécheresse), feux de forêts, mouvements de terrains et séisme (sismicité très faible). Un site publié par le BRGM permet d'évaluer simplement et rapidement les risques d'un bien localisé soit par son adresse soit par le numéro de sa parcelle.
Servanches est exposée au risque de feu de forêt. L’arrêté préfectoral du 14 mars 2013 fixe les conditions de pratique des incinérations et de brûlage dans un objectif de réduire le risque de départs d’incendie. À ce titre, des périodes sont déterminées : interdiction totale du 15 février au 15 mai et du 15 juin au 15 octobre, utilisation réglementée du 16 mai au 14 juin et du 16 octobre au 14 février. En septembre 2020, un plan inter-départemental de protection des forêts contre les incendies (PidPFCI) a été adopté pour la période 2019-2029,.

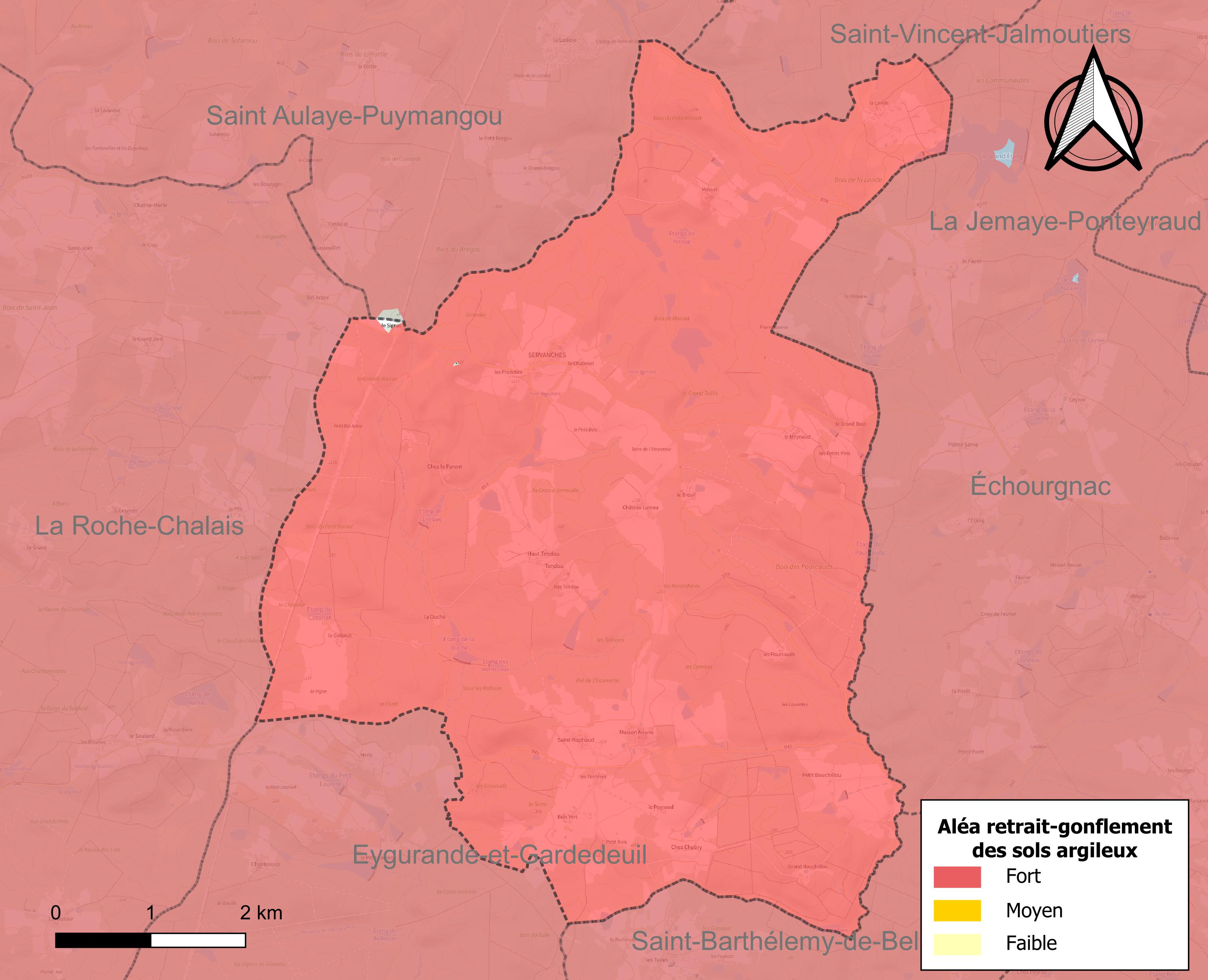
Carte des zones d'aléa retrait-gonflement des sols argileux de Servanches.

Les mouvements de terrains susceptibles de se produire sur la commune sont des tassements différentiels. Le retrait-gonflement des sols argileux est susceptible d'engendrer des dommages importants aux bâtiments en cas d’alternance de périodes de sécheresse et de pluie. 99,9 % de la superficie communale est en aléa moyen ou fort (58,6 % au niveau départemental et 48,5 % au niveau national métropolitain). Depuis le 1er octobre 2020, en application de la loi ÉLAN, différentes contraintes s'imposent aux vendeurs, maîtres d'ouvrages ou constructeurs de biens situés dans une zone classée en aléa moyen ou fort,.
La commune a été reconnue en état de catastrophe naturelle au titre des dommages causés par les inondations et coulées de boue survenues en 1982, 1983 et 1999, par la sécheresse en 1992, 2003 et 2011 et par des mouvements de terrain en 1999.

## Toponymie
En occitan, la commune porte le nom de Servenchas.

## Histoire
Présence gallo-romaine.

## Politique et administration

### Administration municipale
La population de la commune étant inférieure à 100 habitants au recensement de 2017, sept conseillers municipaux ont été élus en 2020,.

### Liste des maires

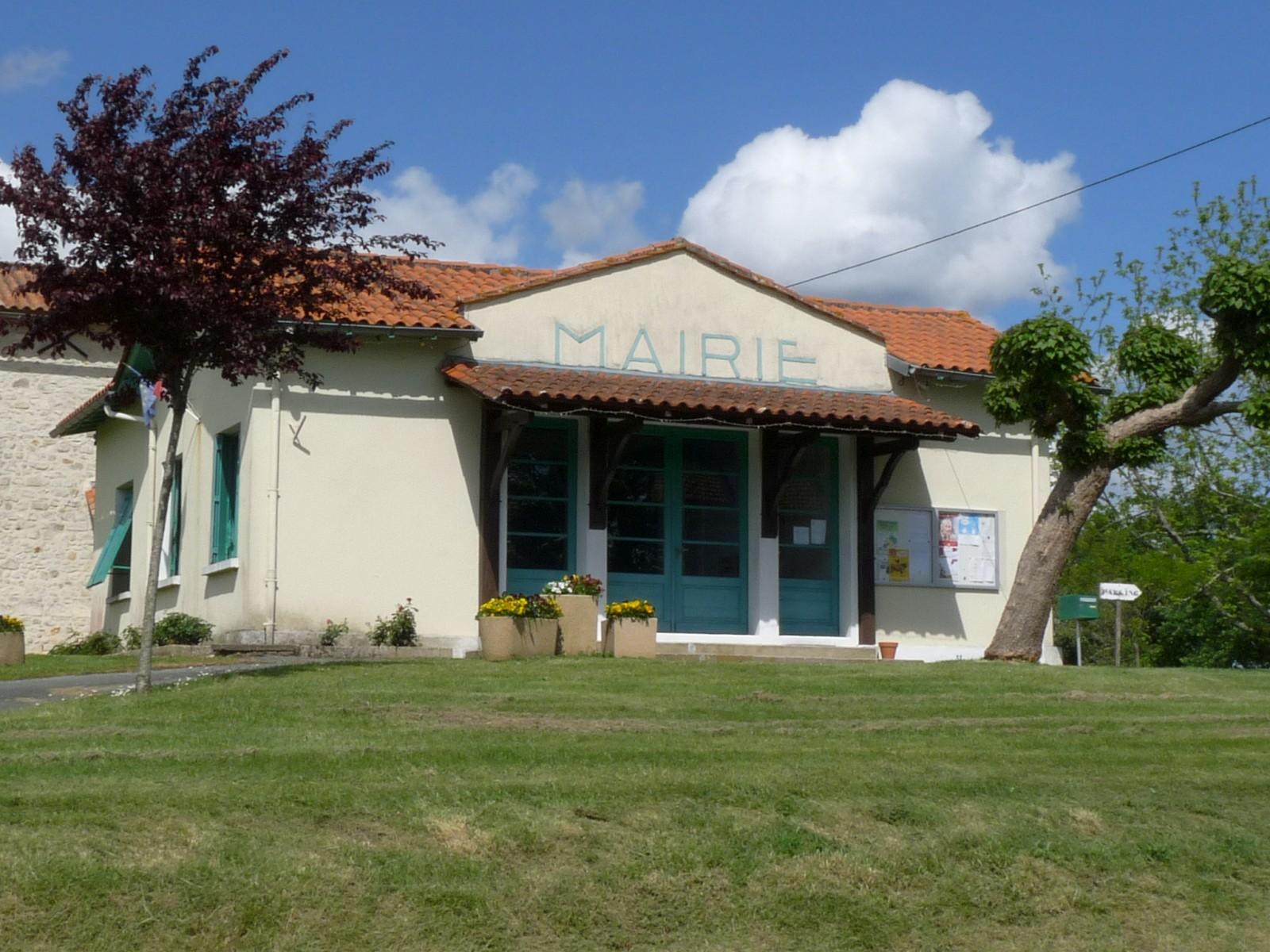
La mairie.

| Période                                  | Période      | Identité              | Étiquette        | Qualité   |
| ---------------------------------------- | ------------ | --------------------- | ---------------- | --------- |
| Les données manquantes sont à compléter. |              |                       |                  |           |
|                                          |              |                       |                  |           |
| mars 2001                                | avril 2014   | Nicole Labbé          | SE               | Retraitée |
| avril 2014                               | juillet 2020 | Jacques Faurie        | France insoumise |           |
| juillet 2020                             | En cours     | Jean-Philippe Richard |                  |           |

## Équipements et services publics

### Justice
En 2023, dans le domaine judiciaire, Servanches relève : 
- du tribunal judiciaire, du tribunal pour enfants, du conseil de prud'hommes et du tribunal de commerce de Périgueux ;
- du pôle Nationalité du tribunal judiciaire de Périgueux (compétent uniquement dans le domaine de la nationalité) ;
- de la cour d'appel, du tribunal administratif et de la  cour administrative d'appel de Bordeaux.

## Population et société

### Démographie
Les habitants de Servanches se nomment les Servanchois.
L'évolution du nombre d'habitants est connue à travers les recensements de la population effectués dans la commune depuis 1793. Pour les communes de moins de 10 000 habitants, une enquête de recensement portant sur toute la population est réalisée tous les cinq ans, les populations de référence des années intermédiaires étant quant à elles estimées par interpolation ou extrapolation. Pour la commune, le premier recensement exhaustif entrant dans le cadre du nouveau dispositif a été réalisé en 2008.

En 2022, la commune comptait 77 habitants, en évolution de −14,44 % par rapport à 2016 (Dordogne : +0,37 %, France hors Mayotte : +2,11 %).
| 1793 | 1800 | 1806 | 1821 | 1831 | 1836 | 1841 | 1846 | 1851 |
| ---- | ---- | ---- | ---- | ---- | ---- | ---- | ---- | ---- |
| 239  | 315  | 219  | 304  | 282  | 276  | 244  | 263  | 220  |

| 1856 | 1861 | 1866 | 1872 | 1876 | 1881 | 1886 | 1891 | 1896 |
| ---- | ---- | ---- | ---- | ---- | ---- | ---- | ---- | ---- |
| 219  | 229  | 250  | 236  | 214  | 223  | 266  | 265  | 227  |

| 1901 | 1906 | 1911 | 1921 | 1926 | 1931 | 1936 | 1946 | 1954 |
| ---- | ---- | ---- | ---- | ---- | ---- | ---- | ---- | ---- |
| 223  | 243  | 253  | 204  | 214  | 182  | 172  | 175  | 155  |

| 1962 | 1968 | 1975 | 1982 | 1990 | 1999 | 2006 | 2008 | 2013 |
| ---- | ---- | ---- | ---- | ---- | ---- | ---- | ---- | ---- |
| 94   | 143  | 111  | 105  | 119  | 103  | 88   | 84   | 94   |

| 2018 | 2022 | - | - | - | - | - | - | - |
| ---- | ---- | - | - | - | - | - | - | - |
| 81   | 77   | - | - | - | - | - | - | - |

## Économie

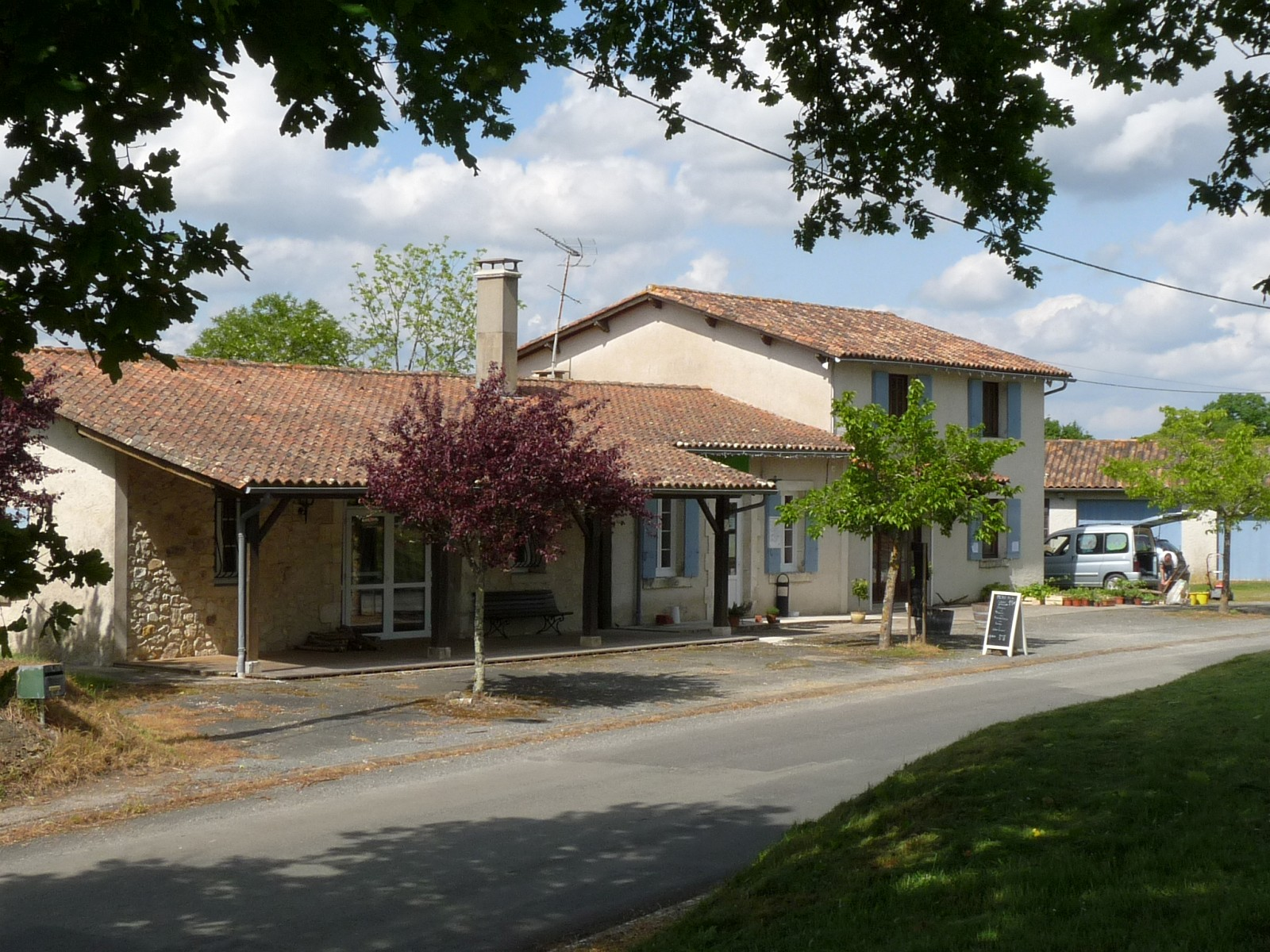
Bar-restaurant et gîte.

- Bar-restaurant et gîte, au bourg.

### Emploi
En 2015, parmi la population communale comprise entre 15 et 64 ans, les actifs représentent trente-sept personnes, soit 38,9 % de la population municipale. Le nombre de chômeurs (sept) a augmenté par rapport à 2010 (trois) et le taux de chômage de cette population active s'établit à 18,9 %.

### Établissements
Au 31 décembre 2015, la commune compte dix-huit établissements, dont neuf au niveau des commerces, transports ou services, cinq dans l'agriculture, la sylviculture ou la pêche, deux relatifs au secteur administratif, à l'enseignement, à la santé ou à l'action sociale, un dans la construction, et un dans l'industrie.

## Culture locale et patrimoine

### Lieux et monuments
- Château de Servanches, datant du XIIIe siècle[56].
- L'église paroissiale fut rebâtie au XIXe siècle mais en laissant son clocher inachevé.

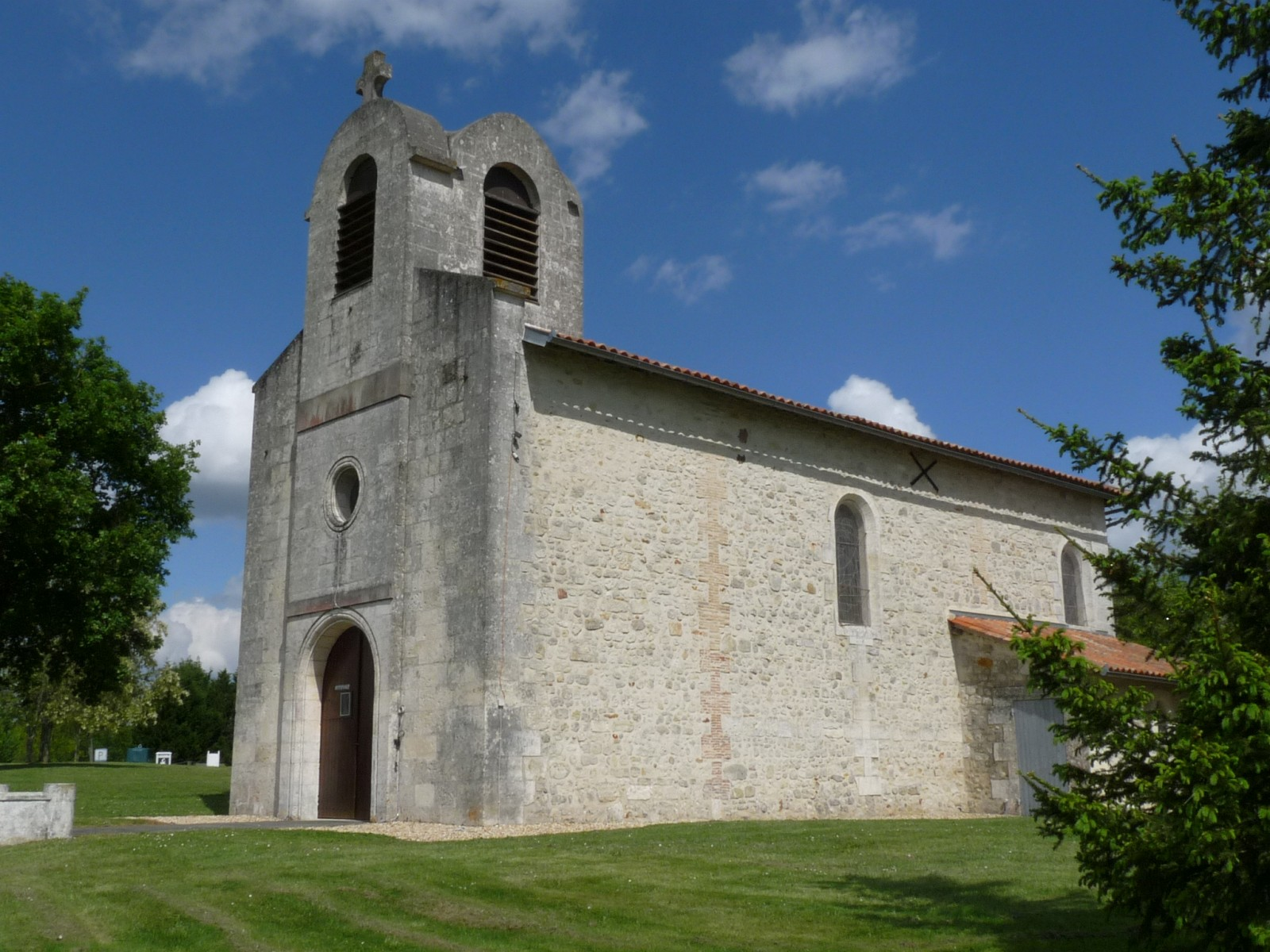
L'église.
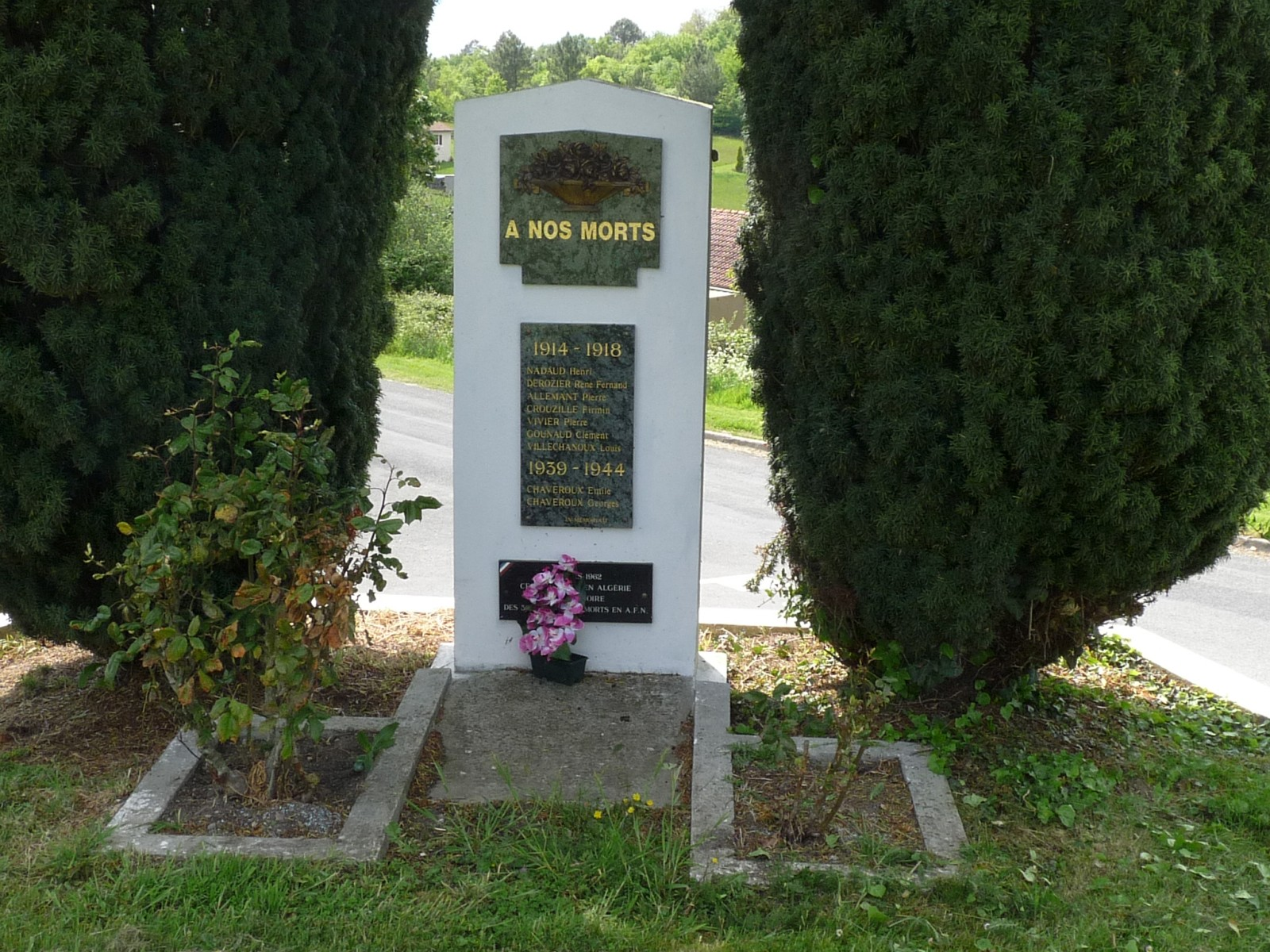
Le monument aux morts.

### Personnalités liées à la commune
- Gabriel Sue (1867-1958), peintre français, ancien maire de Servanches
- Geneviève Callerot (1916-2025), résistante, agricultrice, militante et romancière, inhumée au cimetière de Servanches[57].

### Héraldique
| Blason de Servanches | Blason  | Palé d'or et d'argent de quatre pièces, les pals d'argent chargés chacun d'une losange de sable ; à la bordure de sinople. |
| Blason de Servanches | Détails | Adopté par la municipalité.                                                                                                |

## Pour approfondir